# Roridomyces appendiculatus
Roridomyces appendiculatus är en svampart som beskrevs av Rexer 1994. Roridomyces appendiculatus ingår i släktet Roridomyces och familjen Mycenaceae.   Inga underarter finns listade i Catalogue of Life.